# 佩雷雷
9°47′58″N 2°59′34″E / 9.79944°N 2.99278°E
佩雷雷（法語：Pèrèrè）是貝寧的城鎮，位於該國東北部，由博爾古省負責管轄，面積2,017平方公里，海拔高度434米，2013年該城鎮人口78,988，人口密度每平方公里39人。